# آلابالیک (آرتوین)
آلابالیک (به ترکی استانبولی: Alabalık) یک منطقهٔ مسکونی در ترکیه است که در آرتوین واقع شده‌است. آلابالیک ۱۲۲ نفر جمعیت دارد.